# Michail Lwowitsch Zetlin
Michail Lwowitsch Zetlin (russisch Михаил Львович Цетлин; * 22. September 1924 in Moskau; † 30. Mai 1966 ebenda) war ein sowjetischer Mathematiker, Biophysiker und Kybernetiker.

## Leben
Zetlins Eltern waren der Publizist Lew Zetlin, der vor der Oktoberrevolution als Mitglied der Sozialdemokratischen Arbeiterpartei Russlands politisch tätig war, und die Medizinerin Jelisaweta Moissejwna Hamburg. Zetlin besuchte die 540. Moskauer Mittelschule und war ein Gewinner der Mathematik-Olympiade der Universität Moskau (MGU). In dieser Zeit lernte er den Mathematiker Alexei Ljapunow kennen, der ihn sehr beeinflusste. Zetlin liebte die Satire Michail Saltykow-Schtschedrins und die Ironie Anatole France', die ihn zu Heinrich Heine hinführte. Er hatte sich für die Pickwickier begeistert und kannte die beiden Romane Jlja Ilfs und Jewgeni Petrows auswendig. Er liebte die Abenteuer des braven Soldaten Schwejk und bevorzugte Erich Maria Remarque gegenüber Ernest Hemingway.
Nach dem Schulabschluss 1941 begann Zetlin das Studium an der MGU in der Physikalischen Fakultät. Im Deutsch-Sowjetischen Krieg während der Schlacht vor Moskau wurde er mit den Eltern nach Zentralasien evakuiert und arbeitete als Elektriker-Schichtführer in einem Kraftwerk in einem Dorf bei Taschkent. Nach seinem 18. Geburtstag wurde er im Juni 1942  zur Roten Armee eingezogen und wurde Aufklärer in einem Schützenregiment. Am Ende des Krieges war er Turmschütze auf dem T-34. Nach Kriegsende war er Deutsch-Übersetzer und Sekretär eines Kriegsgerichts, bis er 1947 demobilisiert wurde.
Das Studium an der MGU nahm Zetlin bei Israel Gelfand wieder auf und  schloss es 1953 am Lehrstuhl für Schwingungsphysik bei Kasimir Teodortschik mit der Diplomarbeit über einen mit Funktionen steuerbaren Generator ab, worauf er im Moskauer Funktechnik-Werk zunächst als Kontrolleur in der Abteilung für Qualitätskontrolle arbeitete und nach einigen Monaten Vizechefkonstrukteur wurde.
1957 wurde Zetlin Mitarbeiter Axel Ljapunows in der neuen Abteilung für Angewandte Mathematik des Steklow-Instituts für Mathematik der Akademie der Wissenschaften der UdSSR (AN-SSSR) und Mitarbeiter des Instituts für Biophysik der AN-SSSR. Mit Wiktor Gurfinkel entwickelte er eine weltweit bekannt gewordene Handprothese mit bioelektrischer Steuerung. 1958 verteidigte er an der MGU seine Dissertation über eine Matrizenmethode zur Synthese von Netzwerken und einige Anhänge mit Erfolg für die Promotion zum Kandidaten der physikalisch-Mathematischen Wissenschaften.
Zetlin organisierte 1961 und 1962 mit Michail Bongard, Wiktor Warschawski, Wiktor Gurfinkel u. a. in Komarowo die erste Sommerschule für Automatentheorie und Mustererkennung in der UdSSR. Diese 10- bis 14-tägige Komarowo-Sommerschule fand dann jährlich 10 Jahre lang statt.
Zetlins Forschungsschwerpunkte waren die Spieltheorie, die Automatentheorie und mathematische Methoden für die Biologie. Er untersuchte Probleme des zweckmäßigen Verhaltens von Automaten und formulierte das hierarchische Prinzip beim Aufbau komplexer Systeme. Mit Israel Gelfand entwickelte er eine Methode der nichtlokalen Suche, bekannt als Metod Owragow (Schluchten-Methode). Er verteidigte 1964 am Steklow-Institut seine Doktor-Dissertation über endliche Automaten und Modellierung einfachster Verhaltensformen mit Erfolg für die Promotion zum Doktor der physikalisch-mathematischen Wissenschaften.
Zetlin war mit der Chemikerin Saga-Silwia Alexandrowna Pawlowa (1925–2016) verheiratet und hatte zwei Töchter.
Zetlin starb am 30. Mai 1966 nach plötzlicher zweiwöchiger Krankheit in Moskau und wurde auf dem Donskoi-Friedhof begraben.